# Josh Peters
Josh Peters (Sidcup, Bexley, 10 de diciembre de 1995), conocido deportivamente como Joshua Peters, es un jugador inglés de rugby naturalizado español que se desempeña como segunda línea. Es internacional absoluto con la Selección Española, donde acumula 13 caps.

## Trayectoria
Aunque nació en Inglaterra, sus padres se mudaron a Benalmádena (España), con apenas dos años, donde permaneció hasta los 16. En España, se formó en el Marbella RFC antes de volver a su país natal para jugar en la cantera de Northampton Saints. Sin embargo, empezaron a llegarle las lesiones. No tuvo continuidad y decidió marcharse a otro club. Primero cedido a Coventry RFC y más tarde, a Blackheath libre. Luego pasó por el Stade Dijonnais Côte D'Or, Doncaster Knights, Newcastle Falcons.
En 2023 fichó por la Union Sportive Bressane de Championnat Fédéral Nationale, donde estuvo dos temporadas.